# Aeroportul Shahid Sadooghi
Aeroportul Shahid Sadooghi (IATA: AZD, ICAO: OIYY) este un aeroport din Fajr Rural District⁠(d), Central District⁠(d), Yazd County⁠(d), Yazd Province⁠(d), Iran ce deservește zona Yazd. Aeroportul a fost tranzitat în 2019 de 532.700 de pasageri.
Situat la o altitudine de 1.236 m, aeroportul dispune de o singură pistă. Este operat de Iran Civil Aviation Organization⁠(d).